# Simplicispira limi
Simplicispira limi es una bacteria gramnegativa del género Simplicispira. Fue descrita en el año 2007. Su etimología hace referencia a lodo. Es aerobia y móvil por flagelo polar. Tiene un tamaño de 0,7-0,8 μm de ancho por 1,5-1,7 μm de largo. Catalasa y oxidasa positivas. Forma colonias blancas, translúcidas, pegajosas y circulares en agar R2A. Temperatura de crecimiento entre 10-40 °C, óptima de 30 °C. Se ha aislado de lodos activados. 